# Morfologia matemática
A Morfologia Matemática (MM) é um modelo teórico para as imagens digitais construídas em cima da teoria dos reticulados e da topologia . É o fundamento do  processamento de imagem morfológico, que é baseado nos operadores de deslocamento-invariante (translação invariante) baseados principalmente na adição de Minkowski.
Este modelo foi desenvolvido originalmente para imagens binárias, visto como subconjuntos de Z2 (ou Zd, para qualquer dimensão d), e foi posteriormente estendido com sucesso às imagens em tons de cinza.
É possível o estudo de objetos (imagens) tendo como base a forma, geometria e topologia. A base matemática está relacionada à Teoria de Conjuntos, topologia, geometria, álgebra (Teoria dos Reticulados), probabilidades, conjunto fechado aleatórios, funções. Tem como características o fato de ser não linear e não inversível. Hoje há inúmeras aplicações para a morfologia matemática, podendo ser usada inclusive para imagens coloridas.

## Literatura recomendada
1. Serra, J. (1982). Image Analysis and Mathematical Morphology. [S.l.]: Academic Press
2. Serra, J. (1988). Image Analysis and Mathematical Morphology. Theoretical Advances. 2. [S.l.]: Academic Press
3. Soille, P. (1999). Morphological Image Analysis. [S.l.]: Springer Verlag